# Banaadir

Lägeskarta; Banaadir i mörkrött, övriga södra Somalia i ljusrött, övriga Somalia i grått.

Banaadir (somaliska: Banaadir, arabiska: بنادر) är en region (gobolka) på Somalias östkust, omgivande huvudstaden Mogadishu. Namnet kommer av den, betydligt större, historiska regionen Benadir, ursprungligen från persiskans bandar, "hamn".
Banaadirs befolkning består av de inhemska klanerna abgal och Reer Faqi (eller Faghi), Amudi, Asharaf, Reer Shiikh, Baafadal, Shiikhaal Jasiira iyo Gendershe, Cabdisamad, Dhabar weyne, Reer qalin shube, bandhawow, Gudmane, Axmed Nur, Sheekh Muuminow, shaanshiya och moorshe, samt folk som invandrat till Banaadir, såsom Darod, Hawiye, Rahanweyn, och Dir. Idag bebos regionen av i stort sett alla somaliska klaner – däribland de flesta av underklanerna i hawiye och par hundra tusen isaaq – men i högre grad de som störtade diktatorn Siyaad Barre från södra Somalia.
Det sägs att befolkningen har fördubblats sedan 1985 års statistik på 1 miljoner till 2,2 miljoner människor i Mogadishu på grund av det höga antalet immigranter från landsbygden och Etiopien varje år.
I Mogadishu råder det fortfarande anarki men i några distrikt råder islamisk sharialag.
Krigsherrarna som har kontroll över de små flygplatserna, hamnarna och många orter har inte kunnat komma överens och skapa lag och ordning och öppna Mogadishus internationella flygplats och den största hamnen.